# Patak Motors
Patak Motors ist ein slowakischer Hersteller von Automobilen mit Sitz in der Kleinstadt Vrbové im Westen der Slowakei. Patak Motors konzentriert sich bislang auf die Vorbereitung der Produktion von Fahrzeugen in der Fahrzeugkategorie Klasse L7e-A2. Das erste Modell soll der Rodster sein, ein 336 cm langes offenes Leichtfahrzeug mit zwei Sitzplätzen und einem Gewicht von 450 kg, das mit einem Führerschein der Klasse B/B1 gefahren werden darf. Der Rodster weist eine gewisse Ähnlichkeit mit den Vorkriegsmodellen von Bugatti auf. Er soll mit einem 15 kW starken Ottomotor oder mit Elektroantrieb ausgeliefert werden. Die Begrenzung auf 15 kw entspricht den gesetzlichen Bestimmungen für diese Fahrzeugkategorie.
Die Serienproduktion soll im August 2024 beginnen; die ersten Fahrzeuge will Patak im November des gleichen Jahres ausliefern.